# Центральная Азия

Центральная Азия

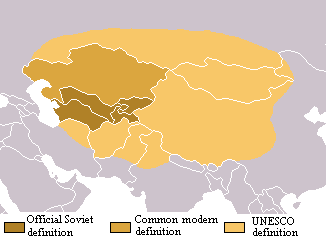
Три варианта границ региона: 1 — Среднеазиатский экономический район СССР; 2 — Современный регион СНГ; 3 — Центральная Азия по определению ЮНЕСКО

Центра́льная А́зия — обширный, не имеющий выхода к океану регион Азии. В дореволюционной России и СССР вместо интернационального «центральная» использовалось русское слово «средняя» с тем же смыслом срединности местоположения. Российскими исследователями подмечено, что за постсоветской сменой названия стоит здоровое желание постсоветских государств региона закрепить свой суверенитет и дистанцироваться, хотя бы терминологически, от территориальной гегемонии России (если понятие «Средняя» в русском языке строго географично, то «Центральная» может нести коннотации большей значимости — например, в судьбе мира). 

## Определения
По определению ЮНЕСКО, регион включает Монголию, северо-западный Китай (Синьцзян, Тибет, Внутреннюю Монголию, Цинхай, запад Сычуани и север Ганьсу), Казахстан, Кыргызстан, Узбекистан, Туркменистан и Таджикистан, а также районы азиатской России южнее таёжной зоны, Афганистан, северо-западную часть Индии, северную часть Пакистана, северо-восточную часть Ирана (накладываясь, таким образом, на другой исторический регион — Большой Иран).
По определению «Британники», в которой нет различения понятий «Средняя Азия» и «Центральная Азия» и оба понятия трактуются как «Central Asia», регион включает в себя Казахстан, Кыргызстан, Узбекистан, Туркменистан и Таджикистан.

Центральная Азия, срединная область Азии, простирающаяся от Каспийского моря на западе до границ западного Китая на востоке. На севере ограничивается Россией, а на юге — Ираном, Афганистаном и Китаем. Область состоит из бывших советских республик Казахстана, Узбекистана, Таджикистана, Кыргызстана и Туркменистана. Площадь — 1 542 000 кв. миль (3 994 000 км²). Население (оценка 1993 года) — 53 612 000 чел.
Оригинальный текст (англ.)Central Asia, central region of Asia, extending from the Caspian Sea in the west to the border of western China in the east. It is bounded on the north by Russia and on the south by Iran, Afghanistan, and China. The region consists of the former Soviet republics of Kazakhstan, Uzbekistan, Tajikistan, Kyrgyzstan, and Turkmenistan. Area 1,542,000 square miles (3,994,000 square km). Pop. (1993 est.) 53,612,000

## Происхождение понятия
Впервые выделил Центральную Азию в качестве отдельного региона мира географ Александр Гумбольдт в своём одноимённом, написанном по-французски труде (фр. Asie Centrale, 1843 год).
Центральная Азия исторически ассоциировалась с населяющими её просторы кочевыми народами и Великим шёлковым путём. Центральная Азия выступала как срединный регион, где сходились люди, товары и идеи с разных концов Евразийского континента — Европы, Ближнего Востока, Южной и Восточной Азии.

## Центральная Азия и Средняя Азия
В российской географической науке с XIX века существует понятие Средней Азии.
В СССР использовалось и понятие «Центральная Азия», в которое включались территории за пределами СССР — Тувинская Народная Республика (до 1944 года), Монголия, Внутренняя Монголия, Синьцзян и Тибет. В. М. Синицын обосновывал границу между Центральной и Средней Азией по большей сухости Центральной Азии по сравнению со Средней Азией и дал следующее определение региона:

Орографически Центральная Азия — область высоких равнин и нагорий внутренней части материка, окружённых почти сплошным кольцом гигантских хребтов, служащих климаторазделами. Климатически Центральная Азия — аридная область с крайне континентальным климатом, лежащая между областями атлантической и тихоокеанской циркуляции и изолированная как от той, так и от другой.

Западную границу Центральной Азии (то есть границу с Алтаем, Казахским мелкосопочником и Средней Азией) В. М. Синицын описал так:

[Граница выходит] …на южный склон хребта Танну-Ола и дальше в Монгольский Алтай и к истокам р. Урунгу. В Алтае, обогнув высокогорную часть хребта и его достаточно увлажнённый южный склон, граница аридной области спускается на плоский равнинный водораздел рек Чёрного Иртыша и Урунгу. Отсюда она тянется по гребням Саура, Коджура, Уркашара, Джаира и Майли до Джунгарских ворот и, минуя последние, следует по хребту Джунгарский Алатау в обход долины Бороталы, в верховьях которой смыкается с тяньшанским отрезком.

Бассейн реки Или В. М. Синицын в Центральную Азию не включал.

Центр Азии. Находится в городе Кызыле, Республика Тыва, Россия

В 1992 году президент Казахстана Нурсултан Назарбаев на саммите государств Средней Азии предложил отказаться от определения «Средняя Азия и Казахстан» в пользу понятия «Центральная Азия», охватывающего все постсоветские государства этого региона. Такое определение нередко используется ныне в СМИ, однако с точки зрения географической науки Центральная Азия — это гораздо более крупный регион, включающий, помимо Средней Азии, также Монголию и западную часть Китая; такой же подход использует ЮНЕСКО.
Во избежание путаницы современные исследователи предлагают для расширительных толкований термина Центральная Азия ввести понятие Внутренняя Азия.
В международной регионалистике пять стран — Казахстан, Кыргызстан, Таджикистан, Туркменистан и Узбекистан — обозначаются как «Центральная Азия», хотя Западный Казахстан не только не находится в Центральной Азии, но и вообще является частью Европы.

## История
Исследователи С. П. Толстов и В. А. Шишкин в своих трудах установили, что древнейшими государствами Центральной Азии в VIII—VII веках до н. э. являлись Хорезм и Бактрия.

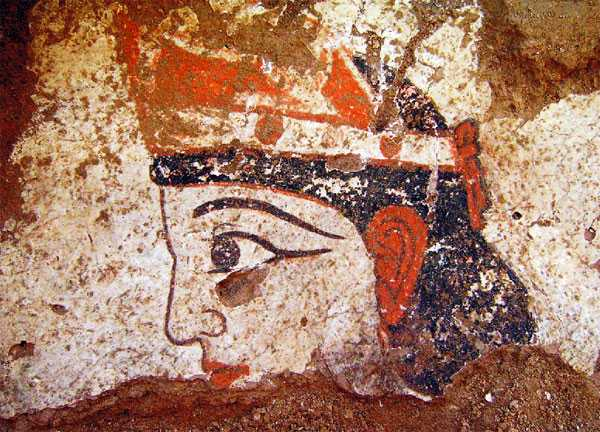
Фрагмент хорезмийской фрески V—III века до н. э.

Древнее государственное объединение — Древнебактрийское царство (письменные источники называли его Бахди в «Авесте», Бактриш в Бехистунской надписи, Бактриана у античных авторов, царство, истоки которого уходят далеко в прошлое), имело связи с Ассирией, Новым Вавилоном, Мидией и Индийскими княжествами.
Другим древним государством в бассейне реки Зеравшан был Согд (Согдиана). В VIII веке до нашей эры здесь была основана столица государства — Мараканда (Самарканд).
Учёные[какие?] придерживаются мнения, что скифы создали первое государство кочевников, но не могли создать объединённую и могучую империю. Скифские племена были в состоянии раздробленности. Хунну (209 до.н. э. — 93 н.э) была первой империей кочевых народов мира. Возможно, хунны создали первое государство кочевников в Центральной Азии.
Лев Гумилёв писал, что хотя хунны, тюрки и монголы весьма разнились между собой, все они оказались в своё время барьером, удерживавшим натиск Китая на границе степей.
«Примечательно общее для всех народов Центральной Азии неприятие китайской культуры. Так, тюрки имели собственную идеологическую систему, которую они отчётливо противопоставляли китайской. После падения Уйгурского каганата уйгуры приняли манихейство, карлуки — ислам, басмалы и онгуты — несторианство, тибетцы — буддизм в его индийской форме, китайская же идеология так и не перешагнула через Великую стену…» «Возвращаясь к более ранней эпохе и подводя некоторые итоги вышесказанному, отметим, что, хотя хунны, тюрки и монголы весьма разнились между собой, все они оказались в своё время барьером, удерживавшим натиск Китая на границе степей».
Первыми государственными образованиями, преуспевшими в объединении под своей политической властью почти всей Средней (Центральной в узком смысле) Азии, были Кушанская империя и государство Хорезмшахов, которые были самыми богатыми государствами своего времени.
В VII—VIII вв. происходило арабское завоевание региона.
В Средние века вплоть до монгольского завоевания Центральная Азия переживала экономический и культурный расцвет.
В XIII веке северная часть региона входила в Золотую Орду, южная часть — в государство Хулагуидов.
В конце XIV века ещё одним объединяющим Центральную Азию государственным образованием (под названием Туран) стала Империя Тимуридов. Империя достигала Ближнего Востока, юга современной России и Делийского султаната.
В новое время Средняя (Центральная в узком смысле) Азия была политически объединена уже под властью Российской империи (как Туркестанское генерал-губернаторство).

### Шёлковый путь
В середине I тыс. до н. э. стал использоваться Степной путь, протянувшийся из Причерноморья к берегам Дона, затем в земли савроматов в Южное Приуралье, к Иртышу и далее на Алтай, в страну агрипеев, населявших район Верхнего Иртыша и о. Зайсан. По этому пути распространяли шёлк, меха и шкуры, иранские ковры, изделия из драгоценных металлов.
В распространении драгоценных шелков участвовали кочевые племена саков и скифов, через посредство которых диковинный для того времени товар попадал в Центральную Азию и Средиземноморье.
В середине II в. до н. э. Шёлковый путь начинает функционировать как регулярная дипломатическая и торговая артерия.
Во II—V вв. Шёлковый путь, если следовать с востока, начинался в Чаньани — древней столице Китая — и шёл к переправе через Хуанхэ в районе Ланчжоу, далее вдоль северных отрогов Нань Шаня к западной окраине Великой Китайской стены, к Заставе Яшмовых ворот. Здесь единая дорога разветвлялась, окаймляя с севера и юга пустыню Такла-Макан. Северная шла через оазисы Хами, Турфан, Бишбалык, Шихо в долину р. Или; средняя — от Чаочана к Карашару, Аксу и через перевал Бедель к южному берегу Иссык-Куля — через Дунхуан, Хотан, Яркенд в Бактрию, Индию и Средиземноморье — это так называемый Южный путь. «Северный путь» шёл из Кашгара в Фергану и далее через Самарканд, Бухару, Мерв и Хамадан в Сирию.
В VI—VII вв. наиболее оживлённым становится путь, проходивший из Китая на запад через Семиречье и Согдиану. Согдийский язык стал самым распространённым в торговых операциях. Перемещение пути севернее можно объяснить несколькими причинами. Во-первых, в Семиречье находились ставки тюркских каганов, которые контролировали торговые пути через Среднюю Азию. Во-вторых, дорога через Фергану в VII в. стала опасной из-за междоусобиц. В-третьих, богатые тюркские каганы и их окружение превратились в крупных потребителей заморских товаров, особенно из эллинистических государств.
Через Шёлковый путь шло основное число посольских и торговых караванов в VII—XIV вв. В течение столетий он претерпевал изменения: одни участки приобретали особое значение, другие, напротив, отмирали, а города и торговые станции на них приходили в упадок. Так, в VI—VIII вв. основным был путь Сирия — Иран — Средняя Азия — Южный Казахстан — Таласская долина — Чуйская долина — Иссык-Кульская котловина — Восточный Туркестан. Его ответвление, точнее ещё один маршрут, выходил на трассу из Византии через Дербент в Прикаспийские степи — Мангышлак — Приаралье — Южный Казахстан. Он шёл в обход Сасанидского Ирана, когда в противовес ему был заключён торгово-дипломатический союз Западнотюркского каганата в Византии. В IX—XII вв. этот маршрут использовался с меньшей интенсивностью, чем тот, который шёл через Среднюю Азию и Ближний Восток, Малую Азию в Сирию, Египет и Византию, а в XIII—XIV вв. вновь оживляется. Политическая ситуация на континенте определяла выборы маршрутов дипломатами, купцами и другими путешествующими людьми.

### «Большая игра»
В конце XIX века развернулась борьба между Британской империей и Российской империей за влияние в Центральной Азии и Индии, которую британский исследователь и писатель Артур Конолли назвал «Большой игрой». По мнению наблюдателей, в конце XX века начался новый раунд «Большой игры», к которой присоединилось множество стран — США, Турция, Иран и, позднее, Китай. В число «игроков» входят и бывшие среднеазиатские республики СССР, балансирующие между противоборствующими силами в стремлении сохранить независимость.

## Науки и искусства
Как указывает американский историк Стивен Старр, в Центральной Азии в Средние века, то есть за много веков до одноимённой эпохи во Франции, находился один из очагов Просвещения. Были развиты науки, в первую очередь астрономия и медицина, а также различные искусства. Из-за частых войн и политической нестабильности существовал феномен странствующих учёных. В отличие от средневековой Европы, где учёные, как правило, постоянно жили при монастырях или в крупных городах, в Центральной Азии им приходилось постоянно перебираться в поисках наиболее безопасного места для жизни и работы.

## Исследователи

### XIX век
- Иакинф Бичурин (кит. трад. 乙阿欽特, упр. 乙阿钦特, пиньинь Yǐāqīntè, палл.: Иациньтэ), в миру Никита Яковлевич Бичурин (1777—1853) — архимандрит Православной российской церкви (1802—1823), учёный-полиглот, путешественник-ориенталист, знаток китайского языка, истории, географии и культуры Китая, первый профессиональный русский синолог, получивший общеевропейскую известность. Автор ценнейших трудов по географии, истории и культуре народов Центральной Азии.
- Пётр Петрович Семёнов-Тян-Шанский (2 (14) января 1827 — 26 февраля (11 марта) 1914) — русский географ, ботаник, статистик, государственный и общественный деятель. Исследовал Тянь-Шань и район озера Иссык-Куль.
- Никола́й Миха́йлович Пржева́льский (1839—1888) — русский путешественник, географ и натуралист. Предпринял несколько экспедиций в Центральную Азию. В 1878 году избран почётным членом Академии наук. Генерал-майор (1886).
- Чокан Валиханов (каз. Шоқан Шыңғысұлы Уәлиханов / Şoqan Şyñğysūly Uälihanov); 1835—1865 — русский и казахский учёный, географ, историк, этнограф, фольклорист, путешественник, просветитель и востоковед. В 1856 принял участие в экспедиции на Иссык-Куль и миссии в Кульджу.
- Арминий Вамбери, он же Герман Бамбергер (1832—1913) — венгерский востоковед, путешественник, полиглот, член-корреспондент Венгерской академии наук. Путешествие Арминия Вамбери было одним из первых европейских проникновений в неизученные области Памира. В 1864 году издал книгу о своём путешествии.

### XX век

Центральная Азия в современной геополитической трактовке. Географический центр Азии располагается за пределами данного региона на юге российской Сибири вблизи границы с Монголией (за рамками данной карты), с другой стороны часть региона (Западный Казахстан) при современном общепринятом положении границы между Европой и Азией вообще относится к Европе.

- Василий Синицын (1912—1977) — советский геолог, геоморфолог, лауреат премии имени В. А. Обручева (1966).
- Владимир Мясников (род. 1931) — советский историк, востоковед, китаист, специалист в области российско-китайских отношений, истории внешней политики, исторической биографии. Академик Российской академии наук, доктор исторических наук, профессор. Преподаватель Военно-дипломатической академии в Москве. Автор около 500 опубликованных научных трудов, книг, монографий на русском и английском языках.
- Алексей Постников (род. 1939) — доктор технических наук, профессор, специалист в области истории географии, картографии и геополитики в Азии. Автор около 300 опубликованных научных трудов, книг, монографий на русском и английском языках.
- Окмир Агаханянц — географ, геоботаник, историк науки, политолог и специалист в области геополитических проблем Азии, доктор географических наук, профессор Белорусского государственного педагогического университета в Минске. Автор около 400 опубликованных художественных, научных и научно-популярных трудов, книг, монографий на ряде языков Европы и Азии.